# Guns of Bofors
Guns of Bofors utkom 1963 och är den svenska gruppen Sten & Stanleys debutalbum. Flera av låtarna är instrumentala.

## Låtlista
1. Wiggy Woggie (instrumental)
2. Monster Twist (Who's the Monster)
3. Hey, Pretty Girl (instrumental)
4. Melancholy Rhapsody (instrumental)
5. Flying Scotchman (instrumental)
6. That Old Devil Moon (instrumental)
7. Take the "A" Train (instrumental)
8. La Mèr (instrumental)
9. Are You Satisfied
10. In Vain
11. Guns of Bofors (instrumental)
12. Cuckoo Waltz (Gökvalsen)
13. The Flying Dutchman (instrumental)
14. No Chaperones